# Sabine Röhl
Sabine Röhl (* 16. Dezember 1957 in Manderscheid; † 7. Dezember 2012 in Heidelberg) war eine deutsche Juristin, Politikerin (SPD) und Landrätin des Kreises Bad Dürkheim (Rheinland-Pfalz). Von 1999 bis 2009 war sie Mitglied des Verfassungsgerichtshofs des Landes Rheinland-Pfalz.

## Ausbildung und Beruf
Röhl stammte aus der Eifel. Im Juni 1976 legte sie am Staatlichen Neusprachlichen Gymnasium Daun das Abitur ab. An den Universitäten Gießen und Bonn studierte sie Rechtswissenschaft. Nach der Ersten Staatsprüfung absolvierte sie ihr Referendariat am Oberlandesgericht Koblenz mit Stationen in Trier und Bonn sowie bei der Kreisverwaltung Bitburg-Prüm. Die Zweite Staatsprüfung 1985 in Trier beendete die Ausbildung.
Im Dezember 1985 begann Röhl ihre berufliche Tätigkeit bei der damaligen Bezirksregierung Rheinhessen-Pfalz in Neustadt an der Weinstraße, 1987 wechselte sie zur Kreisverwaltung Bad Dürkheim. Dort war sie zunächst zuständig für das Kreiskrankenhaus Grünstadt, dann für das Jugend-, Sozial- und Gesundheitsamt und war Vorsitzende des Kreisrechtsausschusses. Im Jahre 2000 wählte der Kreistag sie zur Zweiten hauptamtlichen Beigeordneten.

## Partei
Röhl gehörte der SPD an. Seit 2006 war sie Mitglied des Landesvorstands der SPD Rheinland-Pfalz sowie seit 2008 stellvertretende Vorsitzende der Sozialdemokratischen Gemeinschaft für Kommunalpolitik (Bundes-SGK).
2004 stand sie auf der gemeinsamen Vorschlagsliste von SPD, FDP, CDU und Bündnis 90/Die Grünen Rheinland-Pfalz für die zwölfte Bundesversammlung. Sie wurde Mitglied dieser Bundesversammlung, in der Horst Köhler zum Bundespräsidenten gewählt wurde.

## Öffentliche Ämter
Als Nachfolgerin von Georg Kalbfuß wurde Röhl am 25. März 2001 in Direktwahl und im ersten Wahlgang zur Landrätin des Landkreises Bad Dürkheim gewählt. Am 7. Juni 2009 wurde sie – ebenfalls im ersten Wahlgang – für weitere acht Jahre im Amt bestätigt.
Röhl war unter anderem Vorsitzende der Krankenhausgesellschaft Rheinland-Pfalz, Mitglied im Vorstand des Landkreistags Rheinland-Pfalz und saß im Gesundheitsausschuss des Deutschen Landkreistags. Von 1999 bis 2009 war sie Mitglied des Verfassungsgerichtshofs des Landes Rheinland-Pfalz.

## Ehrenämter
Röhl war Vorsitzende des Vereins Deutsche Weinstraße-Mittelhaardt sowie Vorstandsmitglied der Vereine Pfalzwein, Pfalz.Touristik und Zukunft Metropolregion Rhein-Neckar. Mitglied des Verwaltungsrats, zeitweise als Vorsitzende oder stellvertretende Vorsitzende, war sie bei der Sparkasse Rhein-Haardt und der Pfälzischen Pensionsanstalt.

## Erkrankung und Tod
Im Jahr 2010 wurde bei Röhl ein myelodysplastisches Syndrom (MDS) diagnostiziert, eine Erkrankung des Knochenmarks, die in eine Leukämie übergehen kann. Ab November 2010 konnte sie ihr Amt als Landrätin nicht mehr ausüben und wurde vom Ersten Kreisbeigeordneten Erhard Freunscht (CDU) vertreten. Zur Heilung benötigte Röhl eine Stammzellenspende, die Durchmusterung der bestehenden Spenderdatenbanken erbrachte jedoch keinen „genetischen Zwilling“. Ende des Jahres 2010 liefen zahlreiche neue Typisierungen an, zu denen u. a. die Kreisverwaltung aufgerufen hatte. Kurz vor Weihnachten 2011 gab die Kreisverwaltung bekannt, dass die zusätzlichen Typisierungen – nach 21 Treffern für andere Kranke – nun auch für Röhl einen Stammzellenspender erbracht hätten.
Nach der Stammzellentransplantation bei Röhl Anfang 2012 wurde zunächst von einem Erfolg ausgegangen. Im Oktober 2012 zeigte sich allerdings eine Abstoßungsreaktion, die zu einer erheblichen Verschlechterung des Zustands führte. In der Nacht zum 7. Dezember 2012 erlag Röhl schließlich während der klinischen Behandlung in Heidelberg ihrem Leiden.